# NCSM Huron (DDG 281)
Pour les autres navires du même nom, voir NCSM Huron.
Le NCSM Huron (DDG 281) est un destroyer de la classe Iroquois en service actif dans les Forces canadiennes du 16 décembre 1972 au 23 octobre 2000.

## Historique

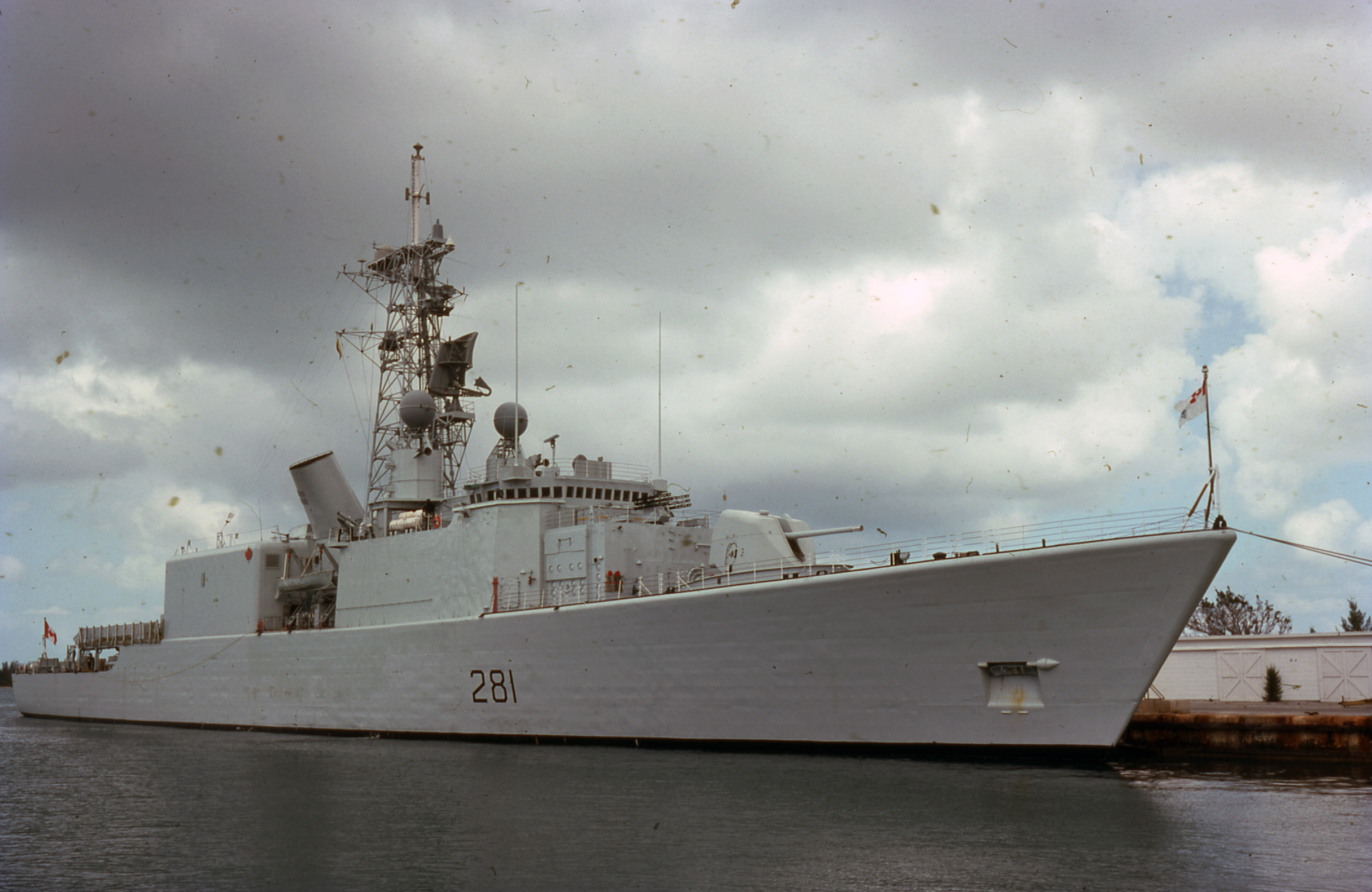
Le NCSM Huron DDG 281 en 1976 dans sa configuration d'origine.

À la suite de coupures gouvernementales, il fut retiré du service en l'an 2000 à cause d'un manque de fonds pour entretenir et former un équipage complet. Par la suite, il fut volontairement coulé lors d'un exercice de tir le 14 mai 2007 au large de Vancouver. Un documentaire a d'ailleurs été filmé lors de cette opération.